# Uredo excipulata
Uredo excipulata é uma espécie de fungo. pertence à família Basidiomycota e foi descrito pela primeira vez por Hans Sydow e Paul Sydow em 1904.  Uredo excipulata pertence à ordem Uredo, ordem Pucciniales, ordem Pucciniomycetes, ordem Basidiomycota e cogumelo do reino.